# Pseudomonotes tropenbosii
Pseudomonotes tropenbosii är en tvåhjärtbladig växtart som beskrevs av Londono, Alvarez, Forero och Morton. Pseudomonotes tropenbosii ingår i släktet Pseudomonotes och familjen Dipterocarpaceae. Inga underarter finns listade i Catalogue of Life.